# Angelo Genocchi

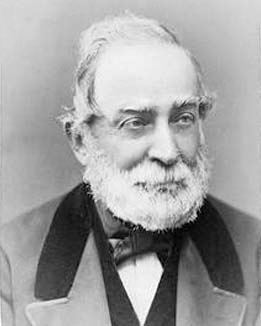
Angelo Genocchi

Angelo Genocchi (Piacenza, 5 maart 1817 - Turijn, 7 maart 1889) was een Italiaans wiskundige. Hij was gespecialiseerd in getaltheorie. Hij was vanaf 1859 hoogleraar aan de universiteit van Turijn, en was ook voorzitter van de Academie van Wetenschappen van Turijn.  Giuseppe Peano was zijn assistent in 1881-1882.
De Genocchigetallen, die verwant zijn aan de Bernoulligetallen, zijn naar hem vernoemd.